# كلثوم عربي عودة
كلثوم عربي عودة (مواليد 25 سبتمبر 1987) هي لاعبة كرة قدم جزائرية تلعب مدافعةً مع نادي آفاق غليزان ومنتخب الجزائر لكرة القدم للسيدات.

## السيرة
كلثوم عربي عودة تلعب لصالح آفاق غليزان في الجزائر. شاركت مع منتخب الجزائر خلال كأس العرب للسيدات 2021. وهي مسلمة، وترتدي الحجاب حتى أثناء مباريات كرة القدم الدولية.